# Dell PowerEdge

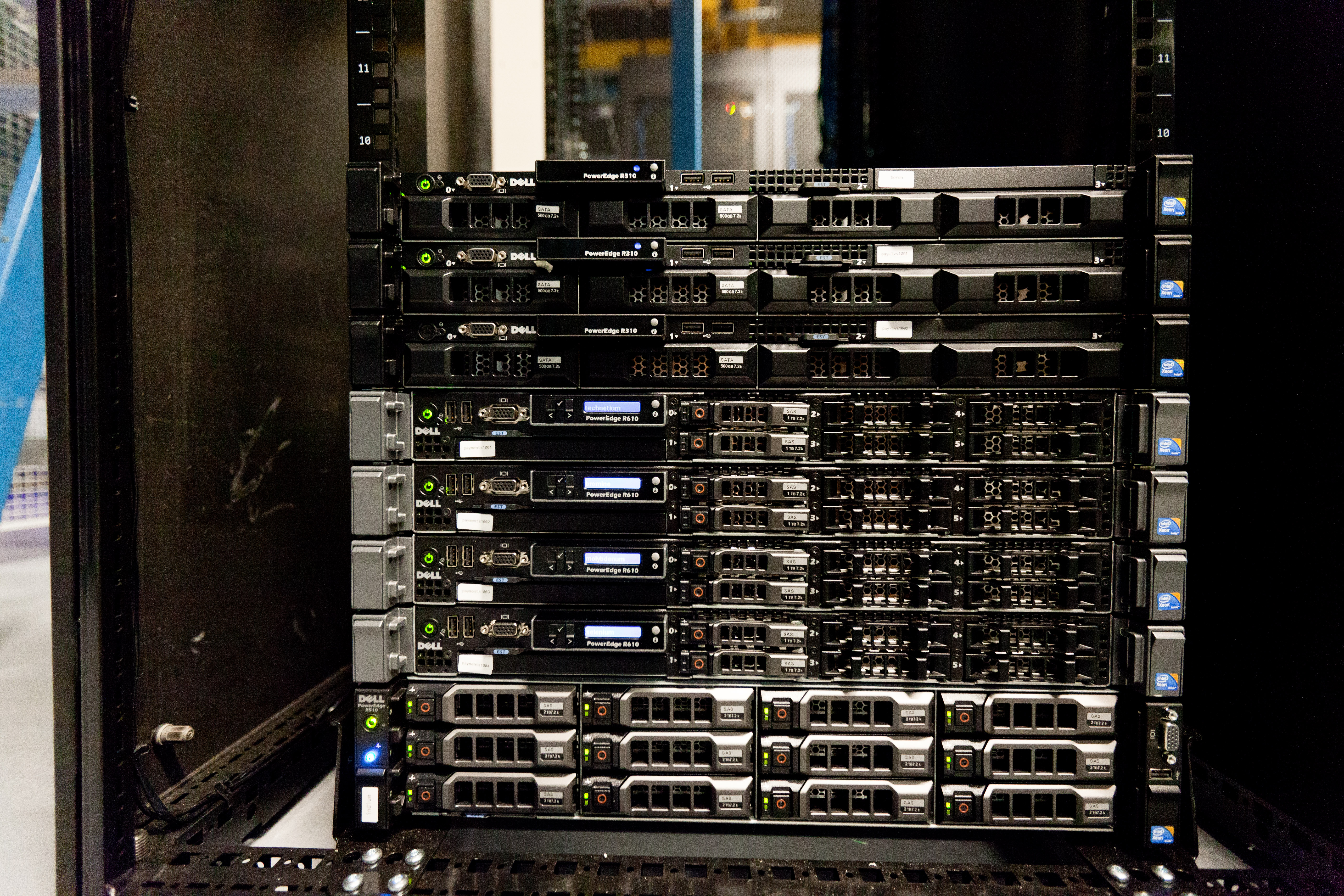
11e generatie Dell PowerEdge rackservers

Dell PowerEdge is de naam van de reeks serverproducten van het Amerikaanse IT-bedrijf Dell.
De PowerEdge-reeks wordt geleverd in drie uitvoeringen: towerservers, rackservers en bladeservers. Voor de huidige generatie (14e generatie) rackservers geldt dat deze beschikbaar zijn in verschillende rack units: 1U (R2xx, R3xx, R4xx, R6xx), 2U (R5xx, R7xx, R8xx) en 4U (R9xx).

## Generaties
Elke paar jaar wordt er een nieuwe generatie van de PowerEdge-reeks geïntroduceerd. Elke generatie biedt ondersteuning voor de laatste generatie hardware en software uit verschillende categorieën, waaronder processoren gebaseerd op de x86-64 architectuur, RAID-controllers, iDRAC, harde schijven (SATA/SAS/SSD/NVMe), en RAM. 
De 1e generatie stamt uit 1996, en bestond uitsluitend uit drie towerservers. Deze hadden een Intel Pentium Pro processor en boden ondersteuning voor respectievelijk maximaal 512MB, 1GB of 2GB RAM.
In 2017 werd de 14e generatie van de PowerEdge-reeks geïntroduceerd. Afhankelijk van het model heeft een server uit deze generatie ondersteuning voor één of meerdere Intelprocessoren uit de Pentium, Celeron, Core i3, Xeon E-2100 of Xeon Scalable reeks of één of meerdere AMD-processoren uit de Naples reeks. De PowerEdge R940, de enige 4U-variant, biedt ondersteuning voor maximaal 6TB RAM (afhankelijk van het type RAM) en maximaal 24 2.5" harde schijven (of 12x NVMe schijven).

## Naamgeving
Tot en met generatie 9 (2007) gebruikte Dell een naamgeving die bestond uit vier cijfers :
- Eerste cijfer: hoogte van de server in rack units
- Tweede cijfer: generatie (1 t/m 9)
- Derde cijfer: formaat (0 voor tower, 5 voor rack)
- Vierde cijfer: bladeserver (5) of normale rackserver (0)

Voorbeelden:
- PowerEdge 1855: 1U (1), 8e generatie (8), rackserver (5), blade (5)
- PowerEdge 1950: 1U (1), 9e generatie (9), rackserver (5), non-blade (0)
- PowerEdge 2800: (gebaseerd op) 2U (2), 8e generatie (8), towerserver (0), non-blade (0)
- PowerEdge 6950: 4U (6), 9e generatie (9), rackserver (5), non-blade (0)

### Naamgeving vanaf 2007
Vanaf generatie 10 (2007) is er een nieuwe naamgeving in gebruik, bestaande uit één letter en drie cijfers :
- Eerste letter: type server, M voor bladeserver, R voor rackserver en T voor towerserver
- Eerste cijfer: aantal CPU-sockets, 1-3 voor één socket, 4-7 voor twee sockets, 9 voor vier sockets, en 8 voor twee of vier sockets (afhankelijk van de generatie en processorfabrikant)
- Tweede cijfer: generatie, 0 voor generatie 10, 2 voor generatie 12, 4 voor generatie 14, enzovoort.
- Derde cijfer: processorfabrikant, 0 voor Intel, 5 voor AMD

Voorbeelden:
- PowerEdge R515: rackserver (R), twee sockets (5), 11e generatie (1), AMD-processoren (5)
- PowerEdge R840: rackserver (R), vier sockets (8), 14e generatie (4), Intelprocessoren (0)